# 亞列姆恰
亚列姆恰（羅馬化：Yaremche，羅馬化：Yaremcha）是乌克兰西部伊万诺-弗兰科夫斯克州纳德维尔纳区亚列姆恰市镇内的城市及该市镇的行政中心，2020年7月18日前为该州的州辖市。該市距離州府伊万诺-弗兰科夫斯克54公里，始建於1787年，面積114平方公里，海拔高度585米，2022年人口数量为7,907人。

## 图集

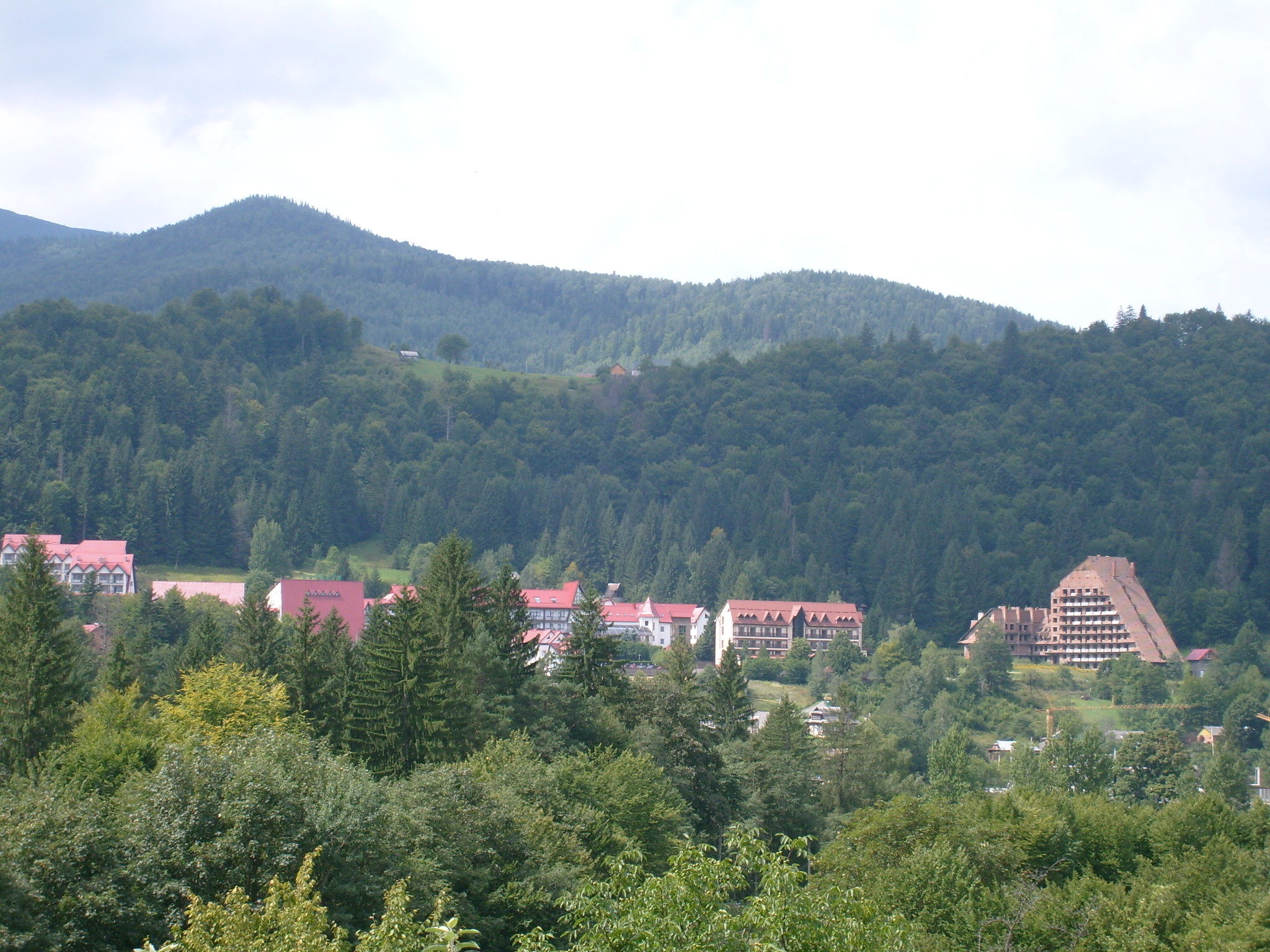
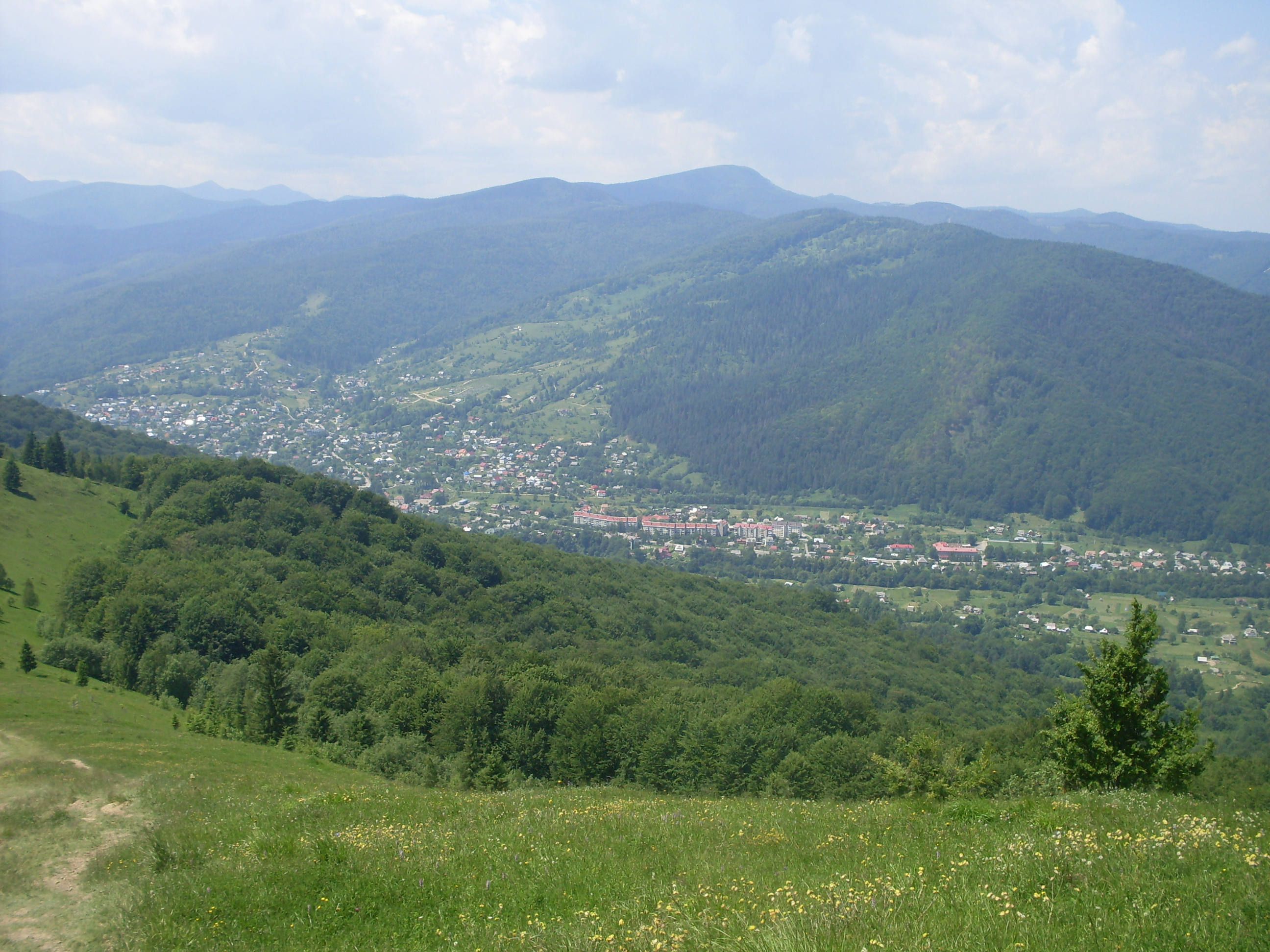
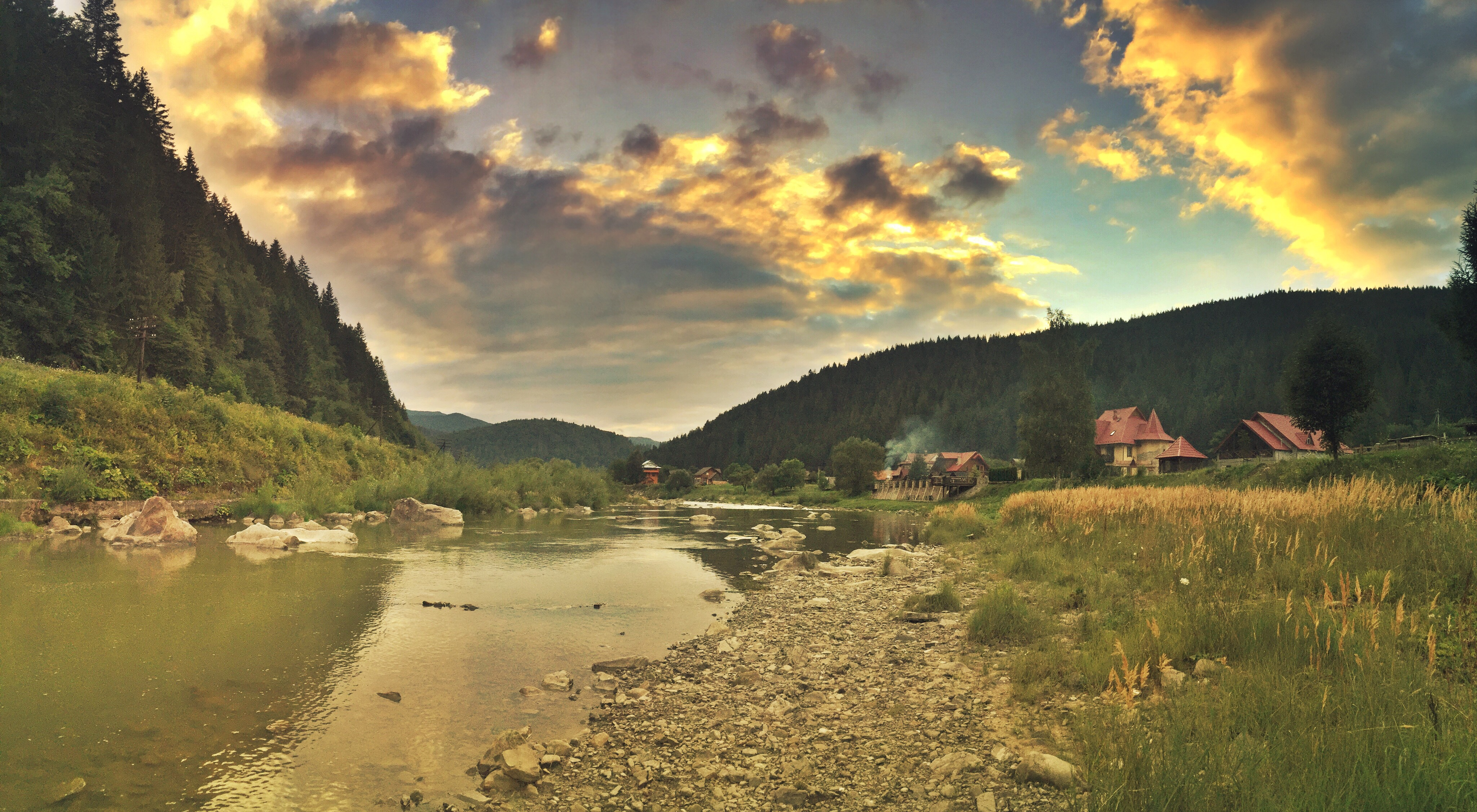
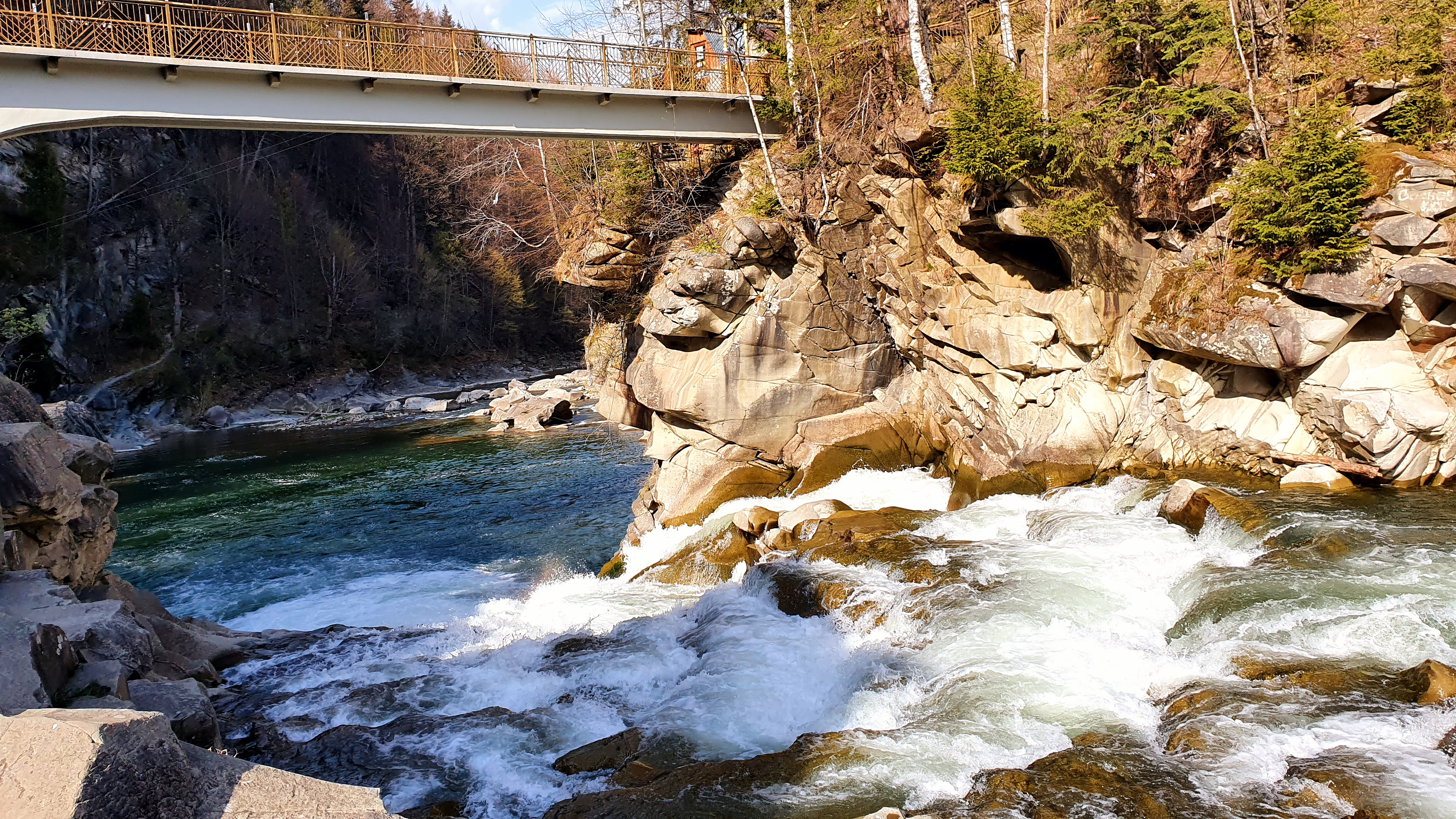
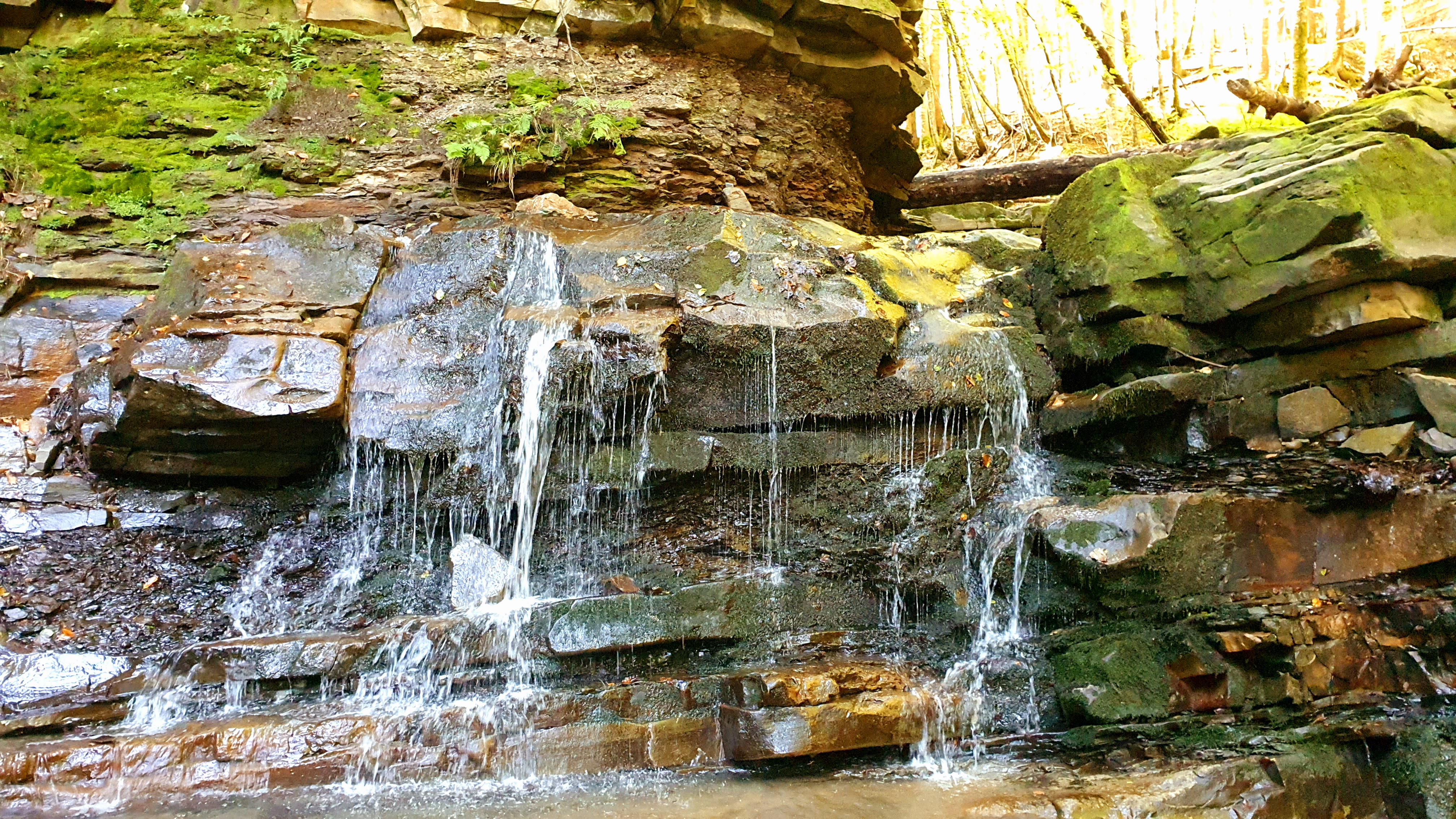
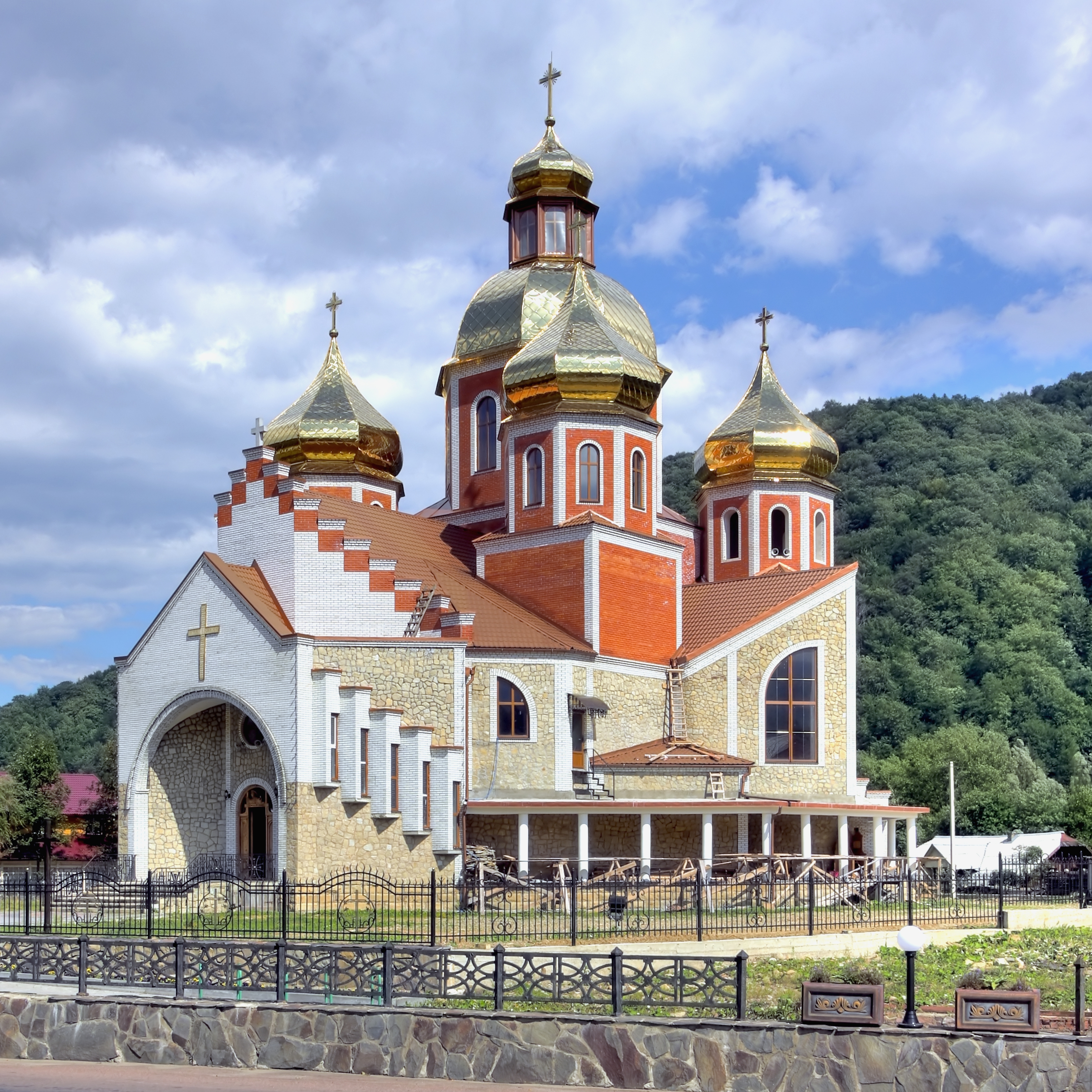
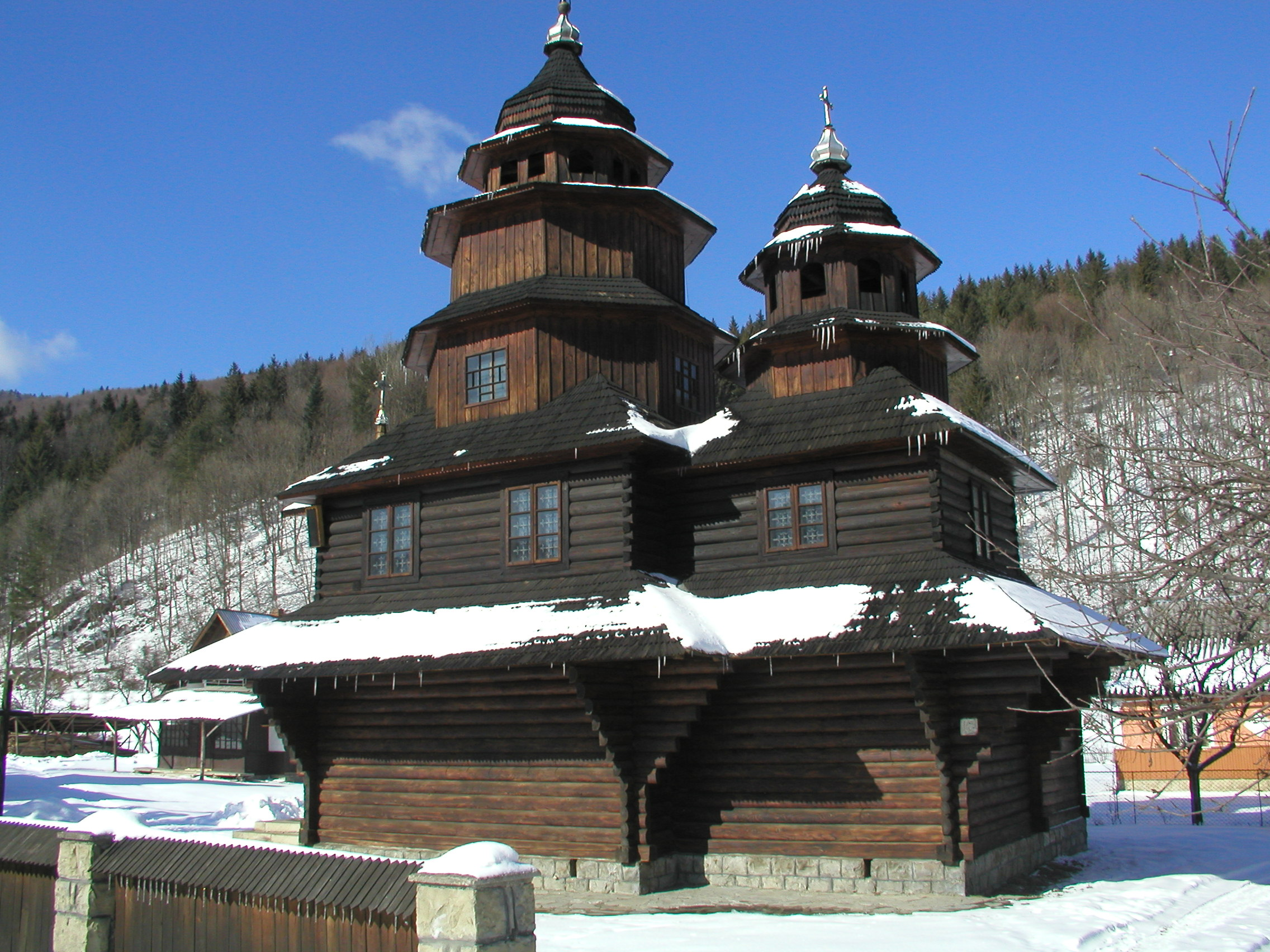
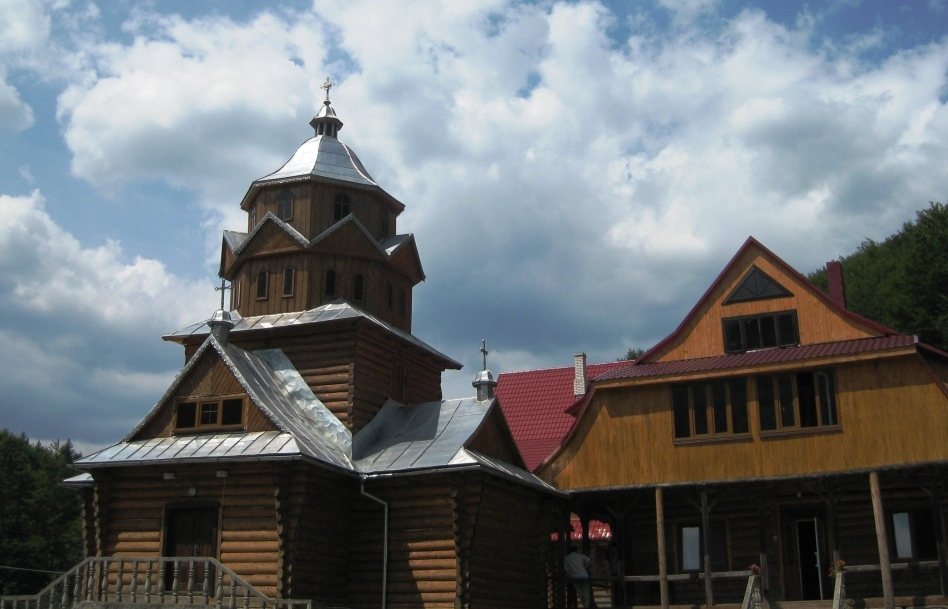
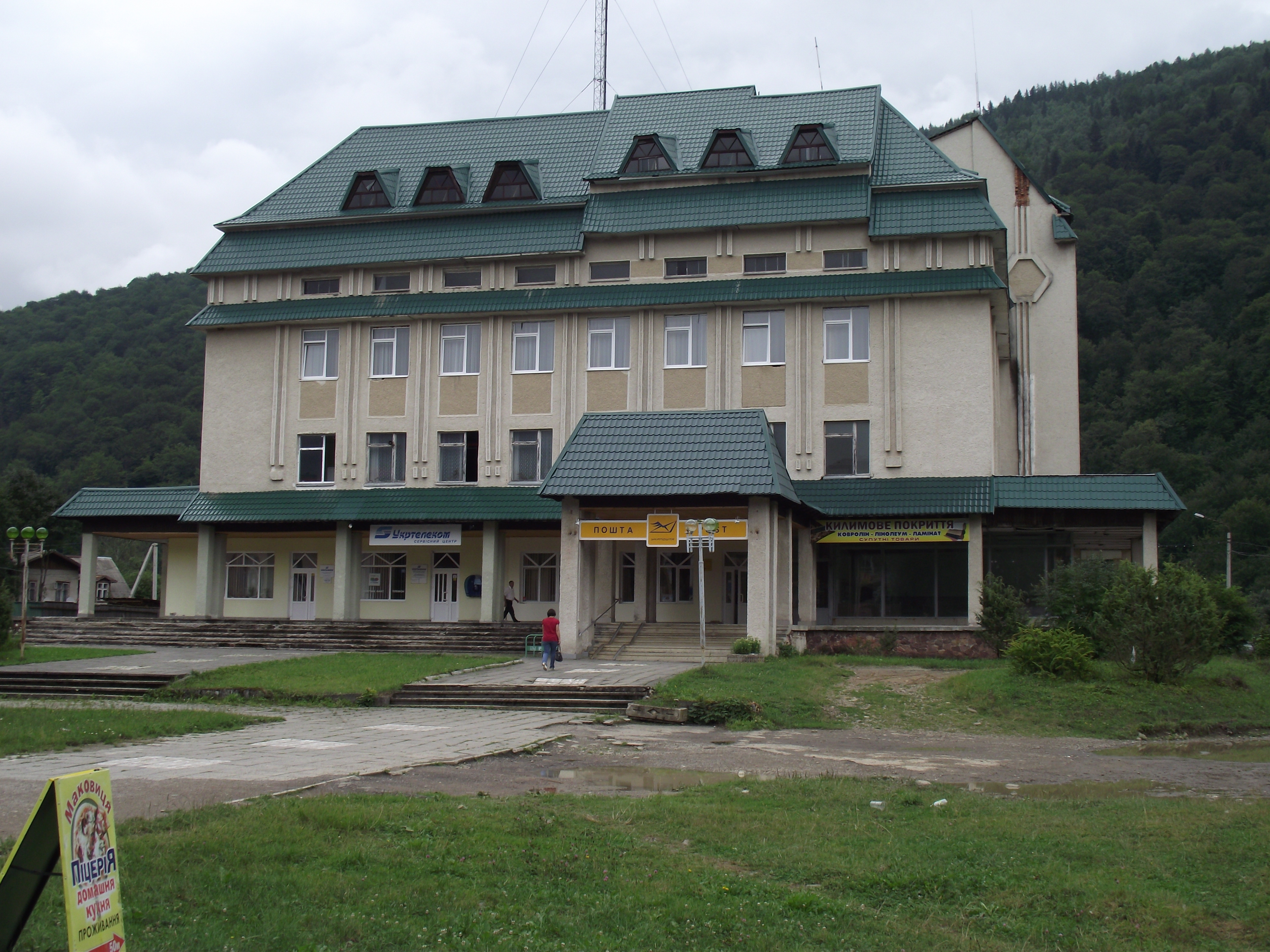
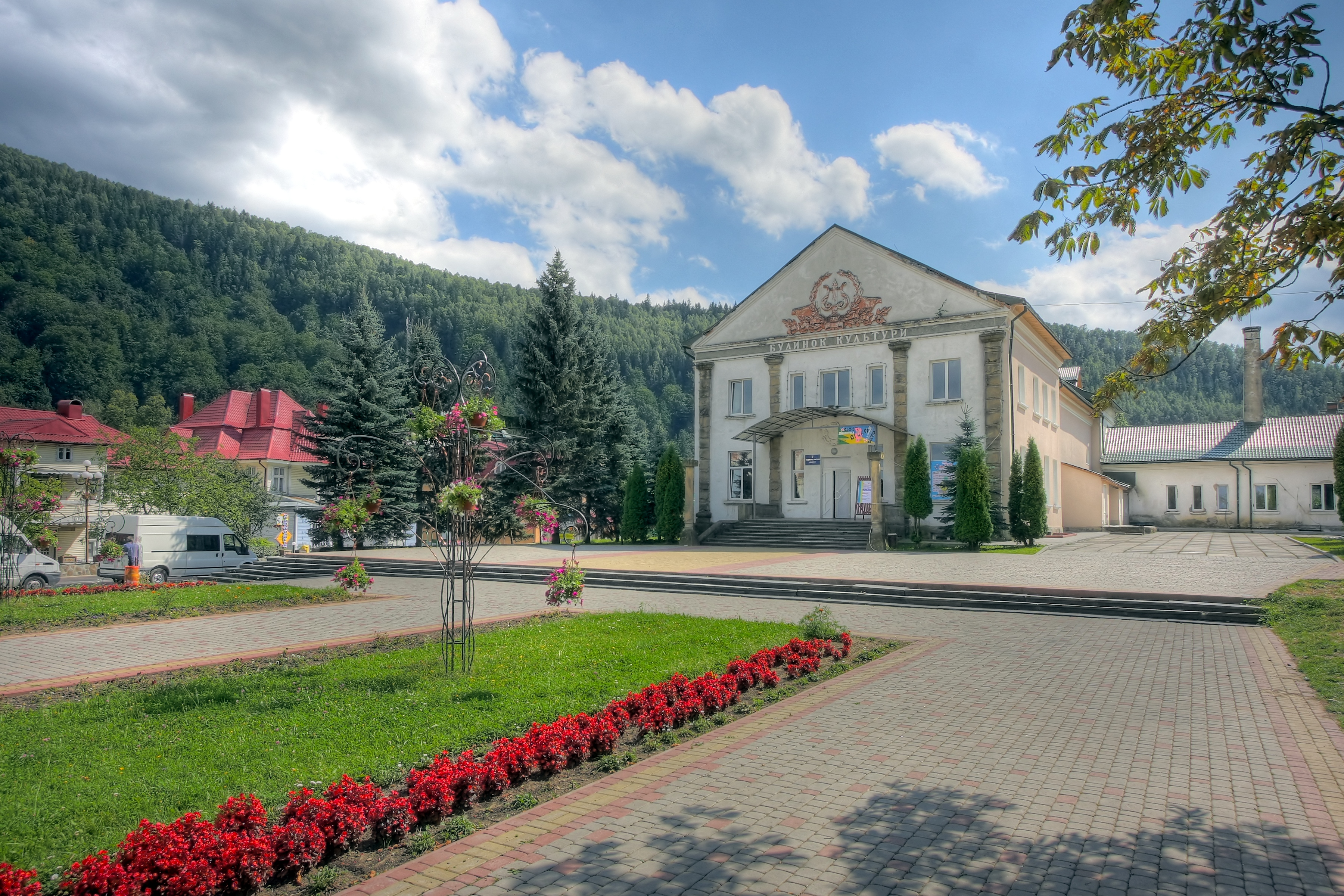
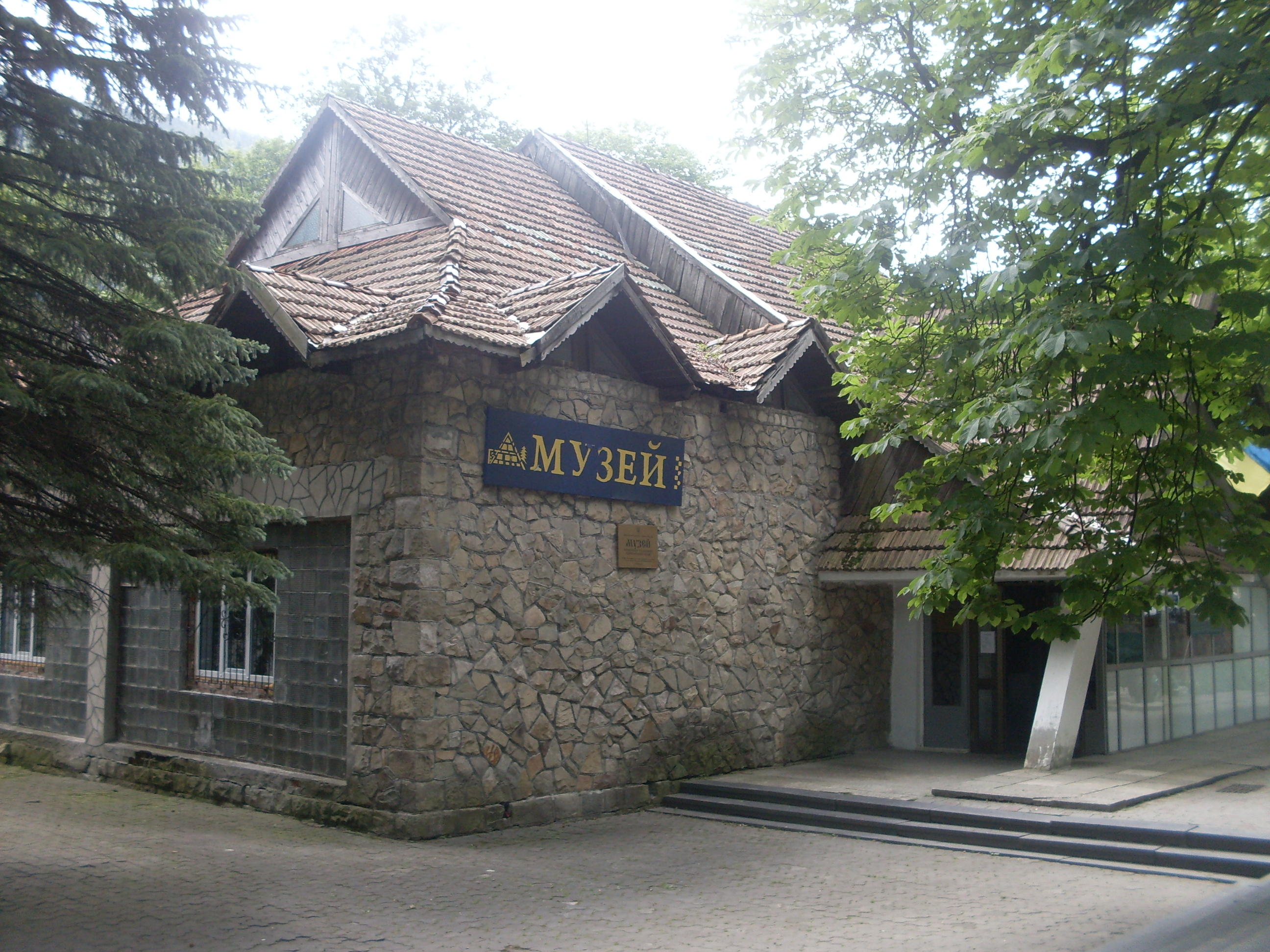
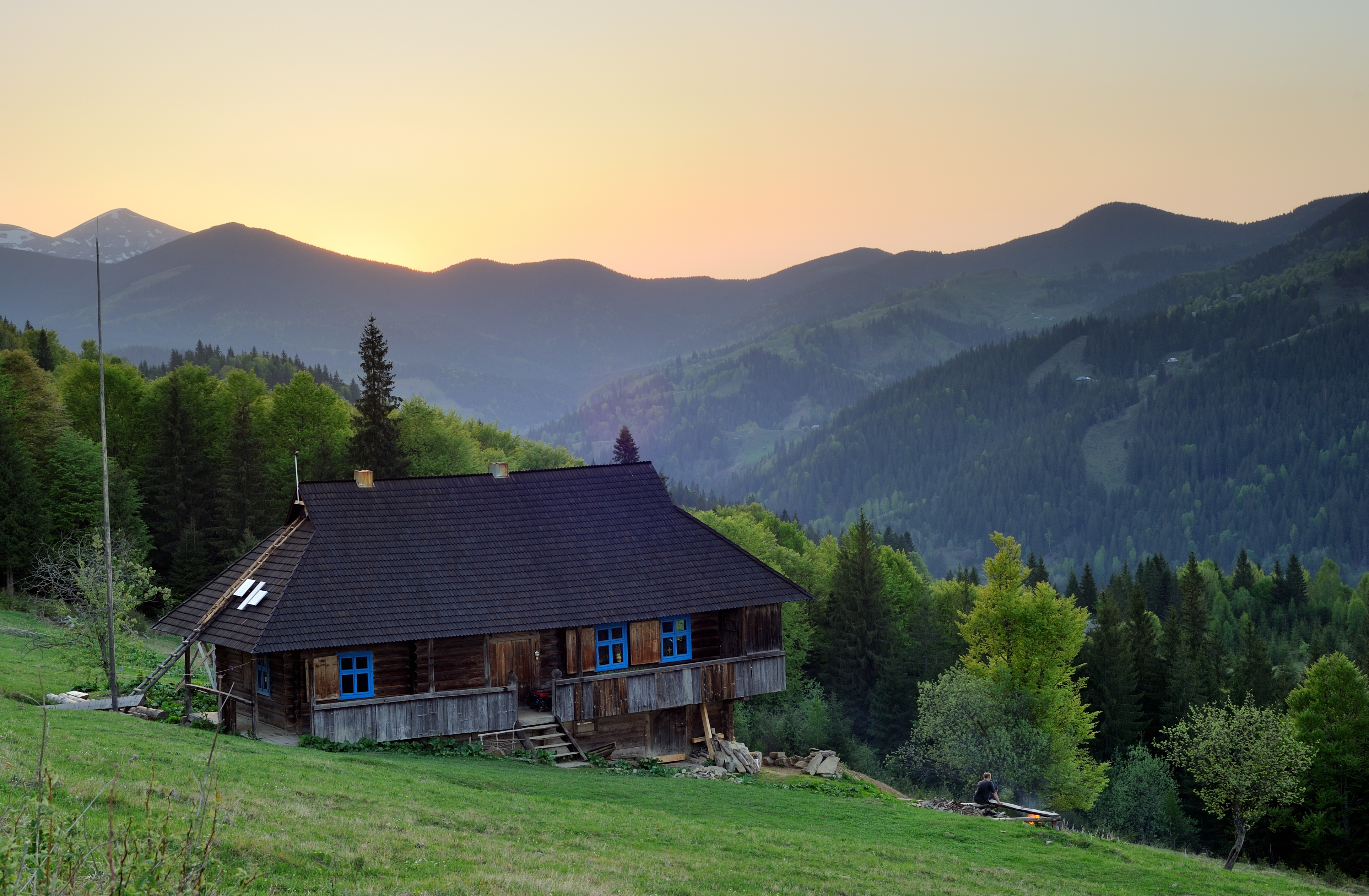
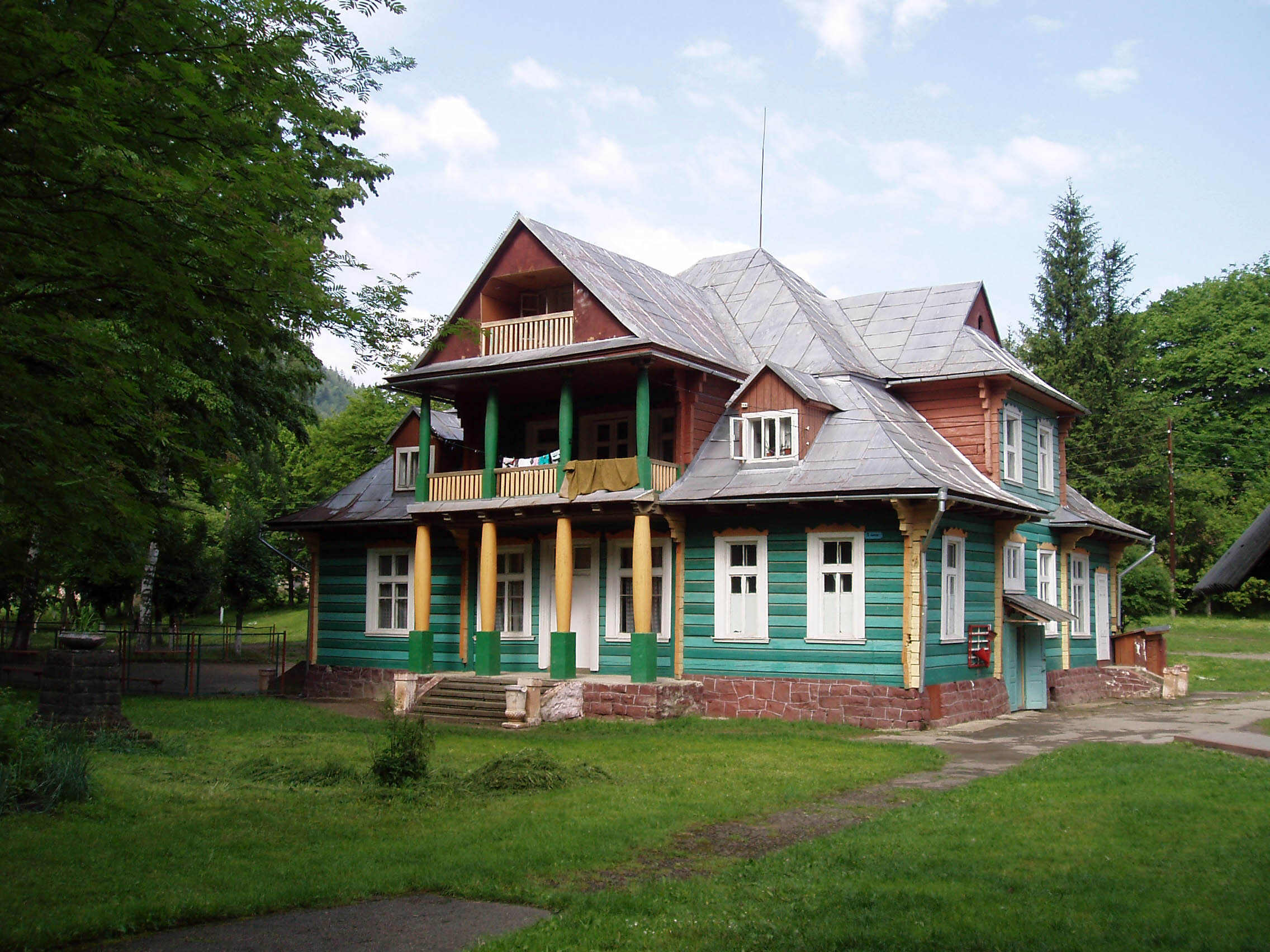
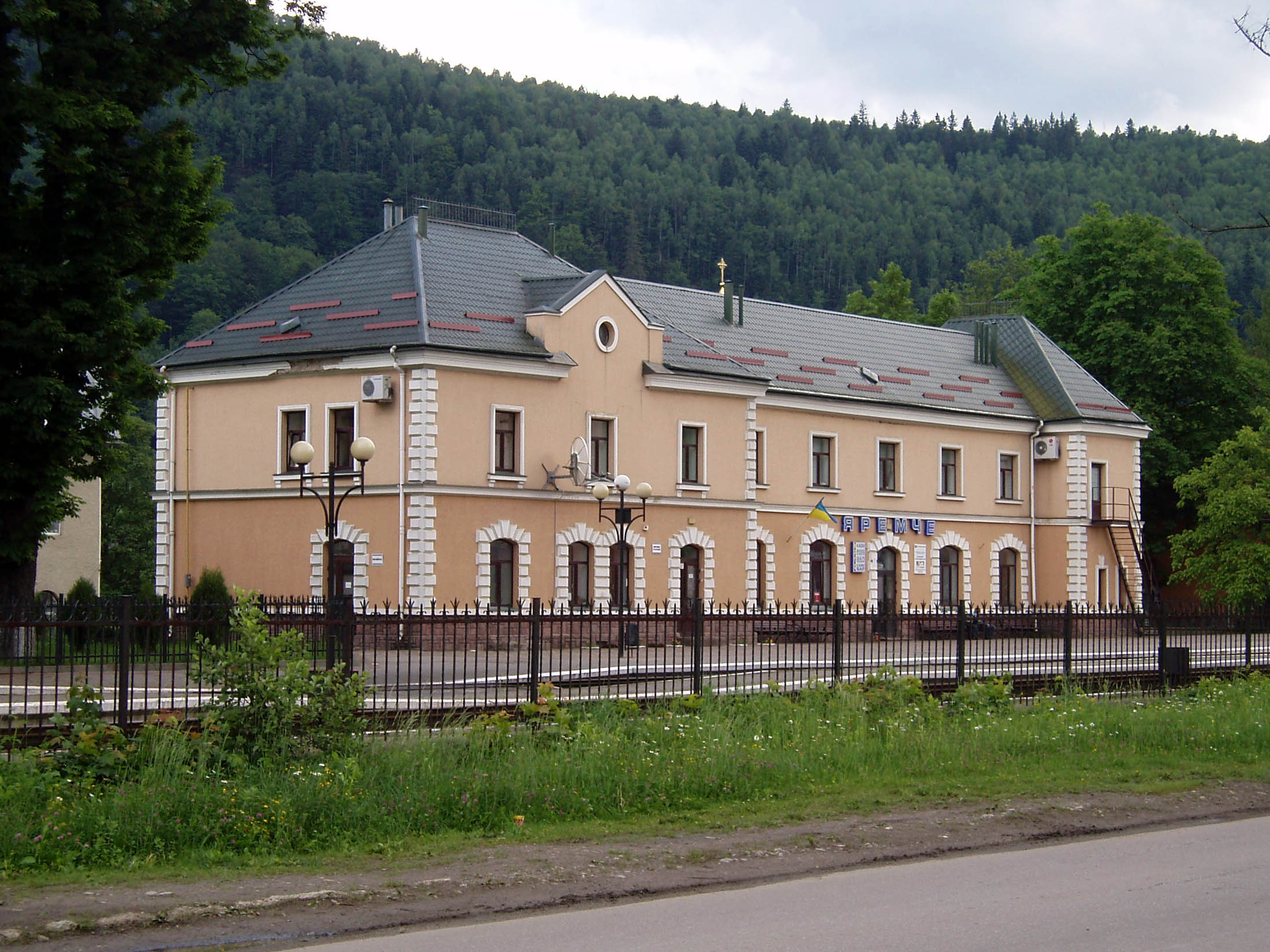